# Емоційний стан
Емоційні стани людини зумовлені соціальними умовами існування і мають особистісний характер. Якість переживань, зумовлених почуттями, залежить від того особистісного змісту і значення, яке має для людини предмет. Звідси почуття пов'язані не тільки із зовнішніми властивостями об'єкта, що сприймаються безпосередньо, а й з тими знаннями та поняттями, які має людина про нього. Почуття мають дієвий характер, вони або спонукають або пригнічують активність людини. Почуття, які спонукають активність, називаються стенічними, почуття, які пригнічують її — астенічними.
Емоційні стани − це тривалі переживання, ефект від сильної емоційної реакції. До них відносять збудження, пригнічення (депресія), страх, тривогу. Емоційний стан є мінливим психічним явищем.
Емоційний стан - поняття, що об'єднує настрої, внутрішні почуття, потяги, бажання, афекти й емоції. Образа, роздратування, збудження, істерика, занепад сил, мрійливість, хочу чи не хочу, - все це емоційні стани.
Емоції і почуття — це своєрідні стани психіки, що накладають відбиток на життя, діяльність, вчинки й поведінку людини. Якщо емоційні стани визначають в основному зовнішню сторону поведінки та психічної діяльності, то почуття впливають на зміст і внутрішню сутність переживань, зумовлених духовними потребами людини.
До емоційних станів відносять:
- Настрої;
- Афекти;
- Стреси;
- Фрустрації;
- Пристрасті.

Емоційний стан може бути позитивним, таким як щастя, радість, любов, або негативним, таким як гнів, страх, сумнів. Крім того, емоційний стан може бути також змішаним, де різні емоції переплітаються.

## Поняття емоційний стан у кримінальному праві
Емоційний стан у кримінальному праві розглядається як можливість усвідомлювати свої дії та керувати ними (тобто осудність як ознака суб’єкта злочину), так і можливість усвідомлювати суспільно небезпечний характер свого діяння, передбачення наслідків та вольове ставлення до них (тобто наявність вини). При цьому, кримінально-правове значення має тільки надзвичайно сильне короткочасне емоційне збудження, зокрема, спалах таких емоцій, як страх, гнів, лють, відчай, які пов’язуються з порушенням вольового контролю за власними діями – афект.
Отже, емоційний стан розглядається у кримінальному праві лише у випадках, коли він представлений станом сильного душевного хвилювання, який наявний у випадках вчинення умисного вбивства та умисного тяжкого тілесного ушкодження в стані сильного душевного хвилювання.